# Гёле, Тургут
Тургут Гёле (1913 — 31 января 2002) — турецкий политик, член Республиканской народной партии и Республиканской партии доверия. Был членом Великого национального собрания и Сената республики. До того, как начал заниматься политикой, работал чиновником и юристом.

## Биография
Родился в 1913 году в Ардахане. Его семья была родом из селения Дедешен, расположенном в районе Гёле. Сестра Тургута была женой Мюнира Хюсрева Гёле.
После окончания в 1934 году Стамбульского лицея, в 1937 году окончил факультет политологии Анкарского университета. Затем получил степень магистра искусств в американском Индианском университете. В начале 1950-х получил степень в области юриспруденции в Анкарском университете.
После возвращения в Турцию работал в различных госучреждениях, в том числе полиции. Занимал посты районного главы в Хафике (18 октября 1943 — 17 февраля 1944), Чубуке, Гюндогмуше и Гёльбаши. С 1953 года работал юристом. В 1954-60 годах (два срока) был членом Великого национального собрания Турции от ила Карс. Подписал изданную 4 сентября 1957 года декларацию, в которой призывалось к более детальному включению фундаментальных прав и свобод человека в Конституцию, созданию Конституционного суда и двухпалатного парламента. Помимо Гёле, декларацию подписали Исмет Инёню, Февзи Лютфи Караосманоглу, Фуат Арна, Касым Гюлек, Энвер Гюрели, Ахмет Бильгин, Ибрахим Октем и Нуреттин Ардычоглу.
С 29 апреля 1957 по 1 мая 1958 и с 19 сентября 1962 по 1 мая 1963 входил в состав Консультативной ассамблеи Совета Европы.
После государственного переворота 1960 года с 6 января 1961 по 25 октября 1961 входил в состав Консультативной ассамблеи Турции. В 1961-64 годах представлял Карс в Сенате. В 1963 году на год был исключён из партии за контакты с лидером неудачного военного переворота Талатом Айдемиром, помимо Гёле из РНП были исключены Нихат Эрим, Авни Доган и Касым Гюлек .
В результате парламентских выборов 1965 года был избран членом Великого национального собрания от ила Карс. В 1967 году вышел из Республиканской народной партии и помог Турхану Фейзиоглу создать Республиканскую партию доверия. 28 октября 1970 года на прошедшем в Анкаре втором партийном конгрессе Республиканской партии доверия был избран членом партийного руководства.

## Личная жизнь
Был женат на сестре Али и Юкселя Бозеров. У них было двое детей, Нилюфер и Джелал.
Умер 31 января 2002 года.